# Francis Seymour-Conway
Pour les articles homonymes, voir Seymour et Seymour (patronyme).
Francis Seymour-Conway, 1er marquis d'Hertford, est né le 5 juillet 1718 à Chelsea, et mort le 14 juin 1794 dans le Surrey en Angleterre.

## Famille
Il est le fils de Francis Seymour-Conway et de Charlotte Shorter, une fille de John Shorter de Bybrook. Il est un descendant d'Edward Seymour, 1er duc de Somerset.

## Carrière
De 1751 à 1766, il occupe le poste de Lord of the Bedchamber pour George II de Grande-Bretagne et George III du Royaume-Uni. En 1756, il est fait Chevalier de la Jarretière et, en 1757, lord-lieutenant et Gardien des Rouleaux de la région de Warwick et de la Ville de Coventry.
En 1763, il devient membre du Conseil Privé et, d'octobre 1763 à juin 1765, réussit avec succès sa mission d'ambassadeur à Paris. À l'automne 1765, il est nommé lord-lieutenant d'Irlande.
Une satiriste anonyme le décrit en 1777 comme « le pire des hommes de sa Majesté » en mettant en exergue le caractère égoïste d'Hertford.
En juillet 1793, le titre de marquis d'Hertford est créé pour lui.
Il décède à l'âge de 66 ans, le 14 juin 1794, au domicile de sa fille, la comtesse de Lincoln. Son décès est le fait d'une infection contractée à la suite d'une simple blessure lors d'une promenade à cheval. Il est enterré à Arrow, dans le comté du Warwickshire. Son fils, Francis Ingram-Seymour-Conway, lui succède comme 2e marquis de Hertford.

## Mariage et descendance
Il épouse Isabella FitzRoy, le 29 mai 1741 et ont:
- Francis Ingram-Seymour-Conway (1743-1822)
- Anne Seymour-Conway (1744-1784), qui épouse Charles Moore, et a des enfants
- Henry Seymour-Conway (1746-1830)
- Sarah Frances Seymour-Conway (27 septembre 1747 – 20 juillet 1770), qui épouse Robert Stewart, et a des enfants
- Robert Seymour-Conway (1748-1831), qui est marié deux fois et a des enfants
- Gertrude Seymour-Conway (1750-1782), qui épouse George Mason-Villiers, et a des enfants
- Frances Seymour-Conway (1751-1820), qui épouse Henry Fiennes Pelham-Clinton, comte de Lincoln, et a des enfants. Joshua Reynolds fait son portrait en 1781-1782, aujourd'hui conservé à la Wallace Collection de Londres[1]
- Edward Seymour-Conway (1752-1785), chanoine de l'église Christ church, Oxford, qui meurt célibataire
- Elizabeth Seymour-Conway (1754-1825), qui meurt célibataire. Joshua Reynolds fait son portrait en 1781, aujourd'hui conservé à la Wallace Collection, de Londres[2]
- Isabella Rachel Seymour-Conway (1755-1825), qui épouse George Hatton, député, et a des enfants
- Hugh Seymour (29 avril 1759 – 11 septembre 1801), amiral, qui épouse Anne Horatia Waldegrave, une fille de James Waldegrave, et a des enfants
- William Seymour-Conway (1759-1837), qui épouse Martha Clitherow et a des enfants
- George Seymour (1763-1848), qui épouse Isabella Hamilton, petite-fille de James Hamilton, 7e comte d'Abercorn, et a des enfants